# 語形変化
語形変化（ごけいへんか）または屈折（くっせつ、英: inflection）とは、一つの語が文法的な意味機能に応じて異なる複数の形を持つことである。名詞とそれに準じる品詞の語形変化を曲用、動詞とそれに準じる品詞の語形変化を活用という。ただし、語形変化の総称として広義に活用の語を用いる場合もある。語形替変とも。
ある語が別の語の文法範疇に応じて屈折することを一致という。

## 定義
語形変化とは、一つの語彙素が屈折素性の値の違いに応じて異なる語形を持つことである。
形態論では、実際に発音できる具体的な語のことを語形という。また、語形としては違うが同じ概念を表す一つの語であると考えられる複数の語形は、同じ語彙素である、という。例えば「食べる、食べた、食べよう、食べろ」などは、それぞれ異なる語形であるが、すべて同じ種類の行為を表すので、一つの語彙素である。
一つの語彙素に属するそれぞれの語形が持つ固有の意味機能を値（あたい、value）という。例えば英語のeat「食べる」は「現在」を、ate「食べた」は「過去」を値として持っている。これらの値が相互排他的で、同じ意味機能を有するとき、それらは一つの屈折素性（くっせつそせい、inflectional feature）の異なる値である、という。例えば英語の「現在」と「過去」は同じ屈折素性「時制」の二つの値であり、英語の動詞は時制の値に応じて語形変化する、といえる。
語形変化する語彙素の複数の語形のことを屈折形（くっせつけい、inflectional form）という。例えば「食べる、食べた、食べよう、食べろ」などは語彙素タベルの屈折形である。ある語彙素の全ての屈折形をまとめたもののことをその語彙素のパラダイム (paradigm) といい、表形式で表される。

## 屈折素性
曲用（名詞の語形変化）に反映する主な屈折素性は、数、格、性、人称などであり、活用（動詞の語形変化）に見られるものは、数、人称、時制、相、法などである。

## 屈折類
同じ品詞に属する二つの語彙素の、同じ文法機能を持つ屈折接辞の形態が互いに音韻的に似ていない（＝補充的な）時、それらの語彙素は別々の屈折類 (inflection class) に属する、という。
例えば日本語の動詞「飲む (nom-u)」と「食べる (tabe-ru)」の命令形はそれぞれ「飲め (nom-e)」、「食べろ (tabe-ro)」で、命令形を作る屈折接辞 -e と -ro は補充的であるから、「飲む」と「食べる」は別々の屈折類に属する（五段活用と一段活用）。
「〜曲用」は名詞とそれに準ずる品詞の屈折類を、「〜活用」は動詞とそれに準ずる品詞の屈折類を表す。
同じ屈折類に含まれる語彙素は、同じように語形変化し、同じようなパラダイムを持つ。
|        | 分かる（五段活用） | 分ける（一段活用） |
| ------ | ------------------ | ------------------ |
| 終止形 | wakar-u            | wake-ru            |
| 連用形 | wakar-i            | wake               |
| 命令形 | wakar-e            | wake-ro            |